# Ли Сюаньсюй
Ли Сюаньсю́й (кит. упр. 李玄旭, пиньинь Lǐ Xuánxù, род.5 февраля 1994) — китайская спортсменка, призёрка Олимпийских игр по плаванию.

## Биография
Ли Сюаньсюй родилась в 1994 году в Чжучжоу провинции Хунань. В 2003 году переехала в провинцию Гуандун, где начала профессионально заниматься плаванием, специализируясь на комплексном плавании. В 2007 году она завоевала золотую медаль на 6-м Всекитайском первенстве городов, после чего стала заметной звездой китайского плавания.
В 2008 году на Олимпийских играх в Пекина Ли Сюаньсюй соревновалась на дистанции 800 м вольным стилем, но была лишь пятой. В 2010 году она завоевала золотую и серебряную медали Азиатских игр, и бронзовую медаль чемпионата мира по плаванию на короткой воде, а в 2011 году — бронзовую медаль чемпионата мира. В 2012 году Ли Сюаньсюй завоевала бронзовую медаль Олимпийских игр.